# Mihail I Rangabe
Mihail I Rangabe (n. 770 d.Hr., Constantinopol, Imperiul Roman de Răsărit – d. 11 ianuarie 844 d.Hr., Kınalıada Mahallesi⁠(d), Imperiul Otoman, Turcia) a fost împărat bizantin între 811 și 813, ginerele lui Nicefor I și ultimul membru al dinastiei focide.
Mihail era fiul lui Theophilaktos Rangabe, amiralul flotei din Marea Egee. El s-a căsătorit cu Prokopia, fiica lui Nicefor I. Mihail a supraviețuit bătăliei de la Pliska din anul 811 și a fost considerat candidat la tron mai bun decât Staurakios (Stavrache), fiul lui Nicefor (Nichifor) I. Cu ajutorul soției sale Prokopia, Mihail a obținut tronul pe 2 octombrie, 811.
Mihail I a respins reformele monetare instituite de Nicefor I, distribuind banii armatei, nobilimii și Bisericii. Ajutat de Biserică (iconoduli), Mihail I i-a persecutat pe iconoclaști. În 812, Mihail I a redeschis negocierile cu francii, declarându-l pe Carol cel Mare basileu (împărat) al francilor.
În luptă cu bulgarii, Mihail a ocupat Mesembria (Nesebăr) și Versinikia. În 813, Mihail a abdicat în favoarea generalului Leon al V-lea Armeanul și s-a călugărit sub numele Athanasios. Fiii lui au fost închiși într-o mănăstire. Unul dintre ei, Nicetas (Nichita), a devenit patriarh, cu numele Ignatios (Ignațiu) I. Mihail I a murit la 11 ianuarie 844.
Cu soția sa, Prokopia, Mihail I a avut cinci copii cunoscuți:
- Theophilaktos (Teofilact), co-împărat 812 - 814
- Staurakios
- Nicetas (Patriarhul Ignatios I al Constantinopolului) (c.798 - 877)
- Georgo
- Theophano